# تشيهيرو ياماموتو
تشيهيرو ياماموتو (باليابانية: 山本千尋؛ بالكانا: やまもと ちひろ) هي ممثلة يابانية، ولدت في 29 أغسطس 1996 في هيوغو في اليابان.